# El Quebrachal
El Quebrachal é um município da província de Salta, na Argentina.